# Pirkko Saisio

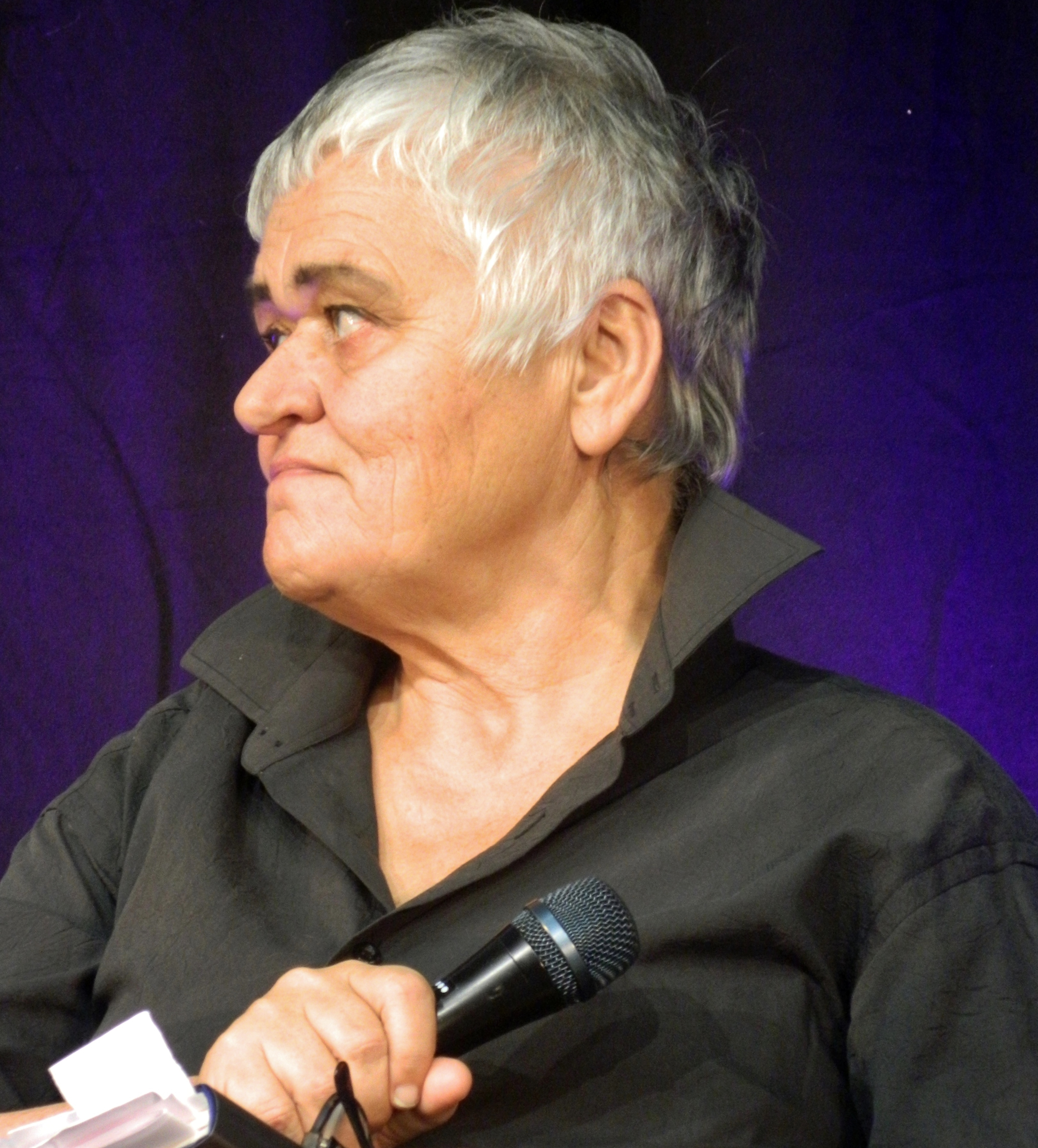
Pirrko Saisio in 2016

Pirkko Saisio (16 april 1949, Helsinki) is een Fins acteur, theatermaker en auteur. In Finland is ze erg bekend in het culturele leven, aangezien ze vele toneelstukken, film- en televisiescenario's, libretto's, musicals, liederen, romans en memoires schreef en zelf toneelstukken regisseerde en films regisseerde en er ook in meespeelde. Voor sommige boeken gebruikte ze de pseudoniemen Jukka Larsson en Eva Wein.

## Biografie
Saisio is geboren in Helsinki in een arbeidersgezin. Haar ouders waren overtuigd communisten. Saisio rondde in 1975 een opleiding af aan de Finse Theaterschool in Helsinki, waar ze later, van 1997 tot 2001, docent was.
Met haar debuutroman Elämänmeno ('Zo gaat het leven') uit 1975 won ze de J.H. Erkko-prijs voor het beste debuut.
De film Concrete Night (2013) van regisseur Pirjo Honkasalo is gebaseerd op Saisio's roman Betoniyö (1981).
Haar Helsinki-trilogie bestaat uit de boeken Pienin yhteinen jaettava (1998), Vastavalo (2000) en Punainen erokirja (2003). De trilogie is autofictie, al heeft ze zelf een hekel aan die term, en noemt ze de drie boeken "gewoon romans". Volgens Saisio zijn alle autobiografieën fictie, alleen al omdat het geheugen zo onbetrouwbaar is. In een interview met Diewertje Mertens in Het Parool zei ze "Het is autofictie, want ik heb mezelf benaderd als personage. Ik ben erg vrij met mijn herinneringen omgegaan."
In de trilogie schrijft Saisio onder andere over haar jeugd en haar ontdekking lesbisch te zijn. Homoseksualiteit was nog wettelijk verboden en sterk gestigmatiseerd in Finland in de jaren 1970, toen ze voor het eerst relatie kreeg met een vrouw. In de trilogie wordt steeds van vertelperspectief gewisseld: soms is het in de ik-vorm geschreven, en soms gaat het over 'zij'; en er worden ook chronologische sprongen gemaakt. Ze schreef dat er vanaf haar achtste als het ware twee ikken waren: degene die het leven beleeft, en degene die de ik-Saisio observeert. "Deze vorm van dissociatie maakte het mogelijk om te spelen met het gevoel: dit ben ik en dit ben ik niet. Ik droeg vanaf dat moment het idee met me mee dat de dingen met iemand anders gebeurden," zei ze in een interview met Diewertje Mertens in Het Parool.
Met het derde deel won Saisio in 2003 de Finlandiaprijs, toegekend door Suomen Kirjasäätiö (de Finse Boekenstichting). Het prijzengeld (€26.000) schonk ze aan Seta, een in 1974 opgerichte, Finse lhbti+-mensenrechten-organisatie, als dank voor de steun die ze van Seta had ontvangen.
Het eerste deel verscheen in Nederlandse vertaling in 2023 onder de titel Het kleinste gemene veelvoud, en de volgende twee delen verschenen in juli 2024 met als titels Tegenlicht en Afscheid. De boeken zijn vertaald door Annemarie Raas. Sofie Messeman noemde de trilogie in Trouw "vormelijk complex", roemde haar "ijzersterke gevoel voor stijl en toon" en schreef: "Al even verwarrend is de voortdurende afwisseling in de vorm, van poëtische impressies tot filosofisch-beschouwende passages of 'gewone' realistische beschrijvingen doorspekt met dialogen." Het eerste deel van de trilogie kreeg in NRC van Femke Brockhus vier 'ballen'. Volgens Diewertje Mertens in Het Parool wisselen heden, verleden, verbeelding en dromen elkaar af in dit deel, en is "deze fragmentarische memoir heel knap in elkaar geweven". In de Volkskrant noemde Lotte Jenssen de trilogie "geen gemakkelijke literatuur, maar wel verfrissend en rebels. Het werk draagt alle elementen in zich om een cultboek te worden, een heuse queer-klassieker."
Haar roman Passio (2021, nog niet vertaald) beslaat bijna vijf eeuwen Europese geschiedenis. Het gaat over Girolamo Savonarola, een prediker die eind 15de eeuw korte tijd Florence bestuurde, over het Habsburgse Wenen, de Joodse gemeenschap in Krakau, een Russisch strafkamp en 20ste-eeuwse Finland; volgens Jeroen Visser van de Volkskrant is het boek daarmee, naast een roman, ook een politieke en religieuze geschiedenis van het moderne Europa.
In 2025 kwam de film Orenda uit, waarvoor Saiso het scenario schreef en waarin ze een rol speelt.